# Экспедиция Уоррена
Экспедиция Уоррена — британская военная экспедиция в Южную Африку в 1884—1885 годах с целью защиты своих территорий от Германии и Трансвааля и возврата под свой контроль бурских республик Стеллаланд и Госен.

## Ход событий
В декабре 1884 года Чарльз Уоррен был отправлен в военную экспедицию в качестве командира, чтобы утвердить британский суверенитет над некоторыми территориями и вернуть под британский контроль бурские республики Стеллаланд и Госен, которые поддерживались Трансваалем. Отряд Уоррена состоял из 4000 британских и местных солдат. 22 января 1885 года Уоррен встретился с Паулем Крюгером на реке Моддер. Крюгер попытался остановить экспедицию и предлагал взять на себя ответственность за поддержание порядка в бурских республиках. Однако Уоррен не отказался от своей экспедиции и в июле 1885 года без кровопролития распустил республики Стеллаланд и Госен и провозгласил британский протекторат . Уоррен был отозван в Великобританию в сентябре 1885 года.
Интересный эпизод об этой экспедиции описал Хосе Берман. При пересечении реки Оранжевая у отряда Уоррена возникли трудности, поэтому они воспользовались услугам местных фермеров. Уоррен платил им по 2 фунта в день. В это время Стеллаланд уже был включён в Бечуаналенд, однако Госен продолжил экспедицию. С помощью местных фермеров Уоррен и его отряд отправился в Мафикенг. По прибытии выяснилось, что жителей в этом городе нет, а позже прояснился и тот факт, что нанятые фермеры оказались жителями Госена.
Джон Маккензи, сопровождавший Уоррена, описал свой опыт участия в экспедиции в работе 1887 года.